# Peter Thiede
Peter Thiede (født 13. februar 1968 i Ueckermünde, Østtyskland) er en tysk tidligere roer og tredobbelt verdensmester.
Thiede var styrmand og stillede op i forskellige bådtyper. Han vandt elleve medaljer ved VM mellem 1987 og 2007, hvor han først repræsenterede DDR, senere det genforenede Tyskland. Medaljerne kom primært i otter og fordelte sig med tre guld (1993, 1995 og 2006), fem sølv (1987, 1989, 1998, 2002 og 2007) samt tre bronze (1990, 2001 og 2005). Han vandt desuden femten nationale mesterskaber.
Thiede deltog i fire olympiske lege gennem karriere, alle for det forenede Tyskland. Første gang var i 1992 i Barcelona, hvor han styrmand i toeren, der blev nummer fire. De øvrige tre OL-deltagelser var som styrmand i otteren, og ved OL 1996 i Atlanta blev den tyske otter først nummer to i indledende heat og vandt derpå sit opsamlingsheat. I finalen var den hollandske båd for hurtig og sikrede sig guldet, men tyskerne blev sikkert nummer to og fik sølv, mens russerne fik bronze. Detlef Kirchhoff, Mark Kleinschmidt, Roland Baar, Wolfram Huhn, Ulrich Viefers, Frank Jörg Richter, Thorsten Streppelhoff og Marc Weber udgjorde resten af tyskernes besætning. Ved OL 2004 i Athen var han med til at blive nummer fire, og ved OL 2008 i Beijing blev den tyske båd med Thiede nummer otte.
Sammen med resten af besætningen fra legene i 1996 modtog Thiede den højeste tyske sportspris, Silbernes Lorbeerblatt, samme år.
Thiede var ved siden af sin sportskarriere professionel soldat. Han har efter afslutningen af sin aktive rokarriere fungeret som træner for U/23-roerne ved det regionale olympiske center i Dortmund.

## OL-medaljer
- 1996:  Sølv i otter